# جيمس راسيل ليتش
جيمس راسيل ليتش هو قاضي ومحامي وسياسي أمريكي، ولد في 19 نوفمبر 1888 في إبنسبورغ في الولايات المتحدة، وتوفي في 5 فبراير 1952 في تشيفي تشايس ‏ في الولايات المتحدة. نشط حزبياً في الحزب الجمهوري. وقد انتخب عضو مجلس النواب الأمريكي ‏.